# 克里斯·迪克森
克里斯·迪克森（英語：Chris Dickson，1984年12月28日—）是一名出生于英格兰的加纳足球员 ，具有加纳与牙买加血统，曾經代表加纳国家队出场，司职前锋。 現效力塞浦路斯足球乙级联赛球會帕福斯 。

## 职业生涯

### 俱乐部生涯
迪克森出道于英格兰低级别联赛球队Erith & Belvedere，随后于2006年夏转投杜爾維奇。在2006-2007赛季，他曾代表Dulwich在35场比赛中打进31球。
2007年3月12日迪克森以3.5万英镑的转会费加盟查尔顿竞技队。由于当时转会窗口已经关闭，迪克森无法代表查尔顿参加正式比赛，只能在预备队比赛中出场。2007年8月，迪克森在一场英格兰联赛杯对阵斯温登的比赛中首次代表查尔顿出场。
在2007-08赛季，迪克森被查尔顿队先后租借给两支英甲球队。他先是租到了克鲁队，但是在连续三场没有取得进球后随即离开。而后在2007年9月，迪克森被租借至吉林汉姆队。迪克森在吉林汉姆队表现优秀，在首场对阵卢顿的比赛中便上演帽子戏法，随后在14场比赛中总共打入11球。在2007年12月，迪克森被召回查尔顿，但11球的成绩也足以使他成为吉林汉姆的赛季最佳射手。 
在2007-08赛季的足总杯第三轮对阵西布罗姆维奇的比赛中，迪克森打入了他在查尔顿的首粒进球，然而不久之后他便因伤缺席了赛季余下的比赛。2008年8月，他与查尔顿续约两年。
2009-10赛季，迪克森又先后被租借至布里斯托尔流浪者队与吉林汉姆队，但表现平平。
2010年7月，迪克森离开英格兰，加盟塞浦路斯乙级球队萨拉米斯，并在2010-11赛季帮助球队获得联赛亚军，升入甲级，自己也以16球位列联赛射手榜次席。2011-12赛季，迪克森继续跟随球队参加了塞浦路斯足球甲级联赛，在赛季中途的冬季转会窗口，迪克森被同一联赛的另一支球队利马索尔AEL队以7万欧元的转会费签下
，迪克森跟随利马索尔AEL夺得了当年的塞浦路斯甲级联赛冠军。2012-2013赛季里，迪克森跟随球队先后征战了欧冠联赛资格赛与欧联杯，并在两项赛事中分别取得进球。
2013年1月，迪克森离开利马索尔，加盟了中超球队上海东亚。

5月8日，上海东亚正式宣布和迪克森解除工作合同。
2013年10月3日，迪克森以自由身身份加盟英乙杜根咸至球季結朿。

### 国家队生涯
由于出生于英格兰，而父母又分别来自加纳与牙买加，迪克森有资格入选这三支国家队中的任意一支。2008年，迪克森被选入了加纳队2008年非洲杯的40人大名单，但最终未能入围最后的正式比赛名单。而后在2008年8月，他首次代表加纳国家队登场。